# Cansado (Mauritania)
Cansado es una localidad de Mauritania, emplazada a 10 km al sur de Nuadibú. Se encuentra en la costa atlántica, en la parte meridional de la bahía de Cansado, la cual se forma parte de la bahía de Nuadibú, sobre la costa este de la península de cabo Blanco, ya que la costa oeste pertenece a La Güera (última ciudad española en el Sáhara Español u Occidental).